# Fangame
Ein Fangame ist ein Computer- oder Videospiel, das von Fans auf Grundlage eines bekannten, etablierten Spieles entwickelt wurde. Dabei versuchen diese Spiele häufig, die Originale zu kopieren (Remake), indem Elemente des Spieldesigns und der Charaktere übernommen werden. Ebenfalls verbreitet ist es, meist ältere Spiele mit Hilfe von Modifikationen neuerer Spiele zu erstellen, da die Entwickler sich häufig eine bessere Grafik davon versprechen. Die Qualität dieser Spiele unterliegt sehr großen Schwankungen, aber durch die Fortschritte in der Technologie wird es einfacher, solche ansprechenden Spiele zu entwickeln.

## Entwicklung
Im Wesentlichen werden zwei Arten der Entwicklung unterschieden. Das sind die für sich allein stehenden Spiele, die ihre eigene Spiel-Engine mitbringen, und Spiele, die als Modifikation (auch Mod genannt) bestehender entstehen.

### Eigenständige
Spiele, die mit eigenen Engines entwickelt werden, haben den Vorteil, sich einer breiteren Masse öffnen zu können, da sie nicht den Besitz eines Spieles voraussetzen. Dafür müssen die Entwickler aber auch mehr Zeit und Arbeit investieren, da viele Kernkomponenten selbst entwickelt werden müssen. Um diesen Aufwand etwas zu reduzieren, wird häufig auf bereits bestehende Engines zurückgegriffen. Besonders beliebt sind dabei Open Source Engines (z. B. OGRE, Crystal Space oder DarkPlaces), da hier keine Kosten für die Lizenzen anfallen.

### IWBTG-Fangames-Subkultur
Bei dieser Subkultur handelt es sich um eine Videospielszene, welche Jump ’n’ Runs programmiert, die der 2007 erschienenen Freeware I Wanna Be the Guy (IWBTG) nachempfunden sind. Die Spiele versuchen dabei einzelne oder mehrere Aspekte von IWBTG nachzuahmen, darunter:
- der extrem hohe Schwierigkeitsgrad (bereits ein Treffer/Fehler führt zum Game over)
- unfaires Leveldesign
- optische sowie spielerische Parodien der Spiele untereinander sowie von Spieleklassikern.

Bereits über 5000 Fangames sind erschienen. Aufgrund des hohen Schwierigkeitsgrades der Spiele dienen die bekanntesten Fangames oft als Mutprobe in der Streamingszene. Speedruns sind regelmäßiger Bestandteil auf Conventions wie der Games Done Quick.

### Weiterentwicklung durch die Nutzergemeinde
Von einigen Herstellern älterer Spiele wird am Ende der kommerziellen Vermarktung und des Supports die Spiel-Engine und deren Quelltext unter verschiedenen Softwarelizenzen freigegeben, auch um eine Nichtverfügbarkeit und -support als Abandonware zu verhindern. Als Vorreiter gelten hier id Software und 3D Realms. Sie waren die ersten Hersteller, die viele ihrer Werke entsprechend freigegeben haben. Für weitere Beispiele siehe die Liste kommerzieller Computerspiele mit veröffentlichtem Quelltext. Entsprechend freigegeben können diese Engines verwendet bzw. von der Nutzergemeinde sogar weiterentwickelt werden, z. B. für Portierungen oder Fan-Patches. Manchmal werden die Engines dabei derart verbessert, dass diese mit aktuellen Engines mithalten können, als Beispiel kann das auf Doom aufbauende Sonic Robo Blast 2 gelten.

### Modifikationen
Diese Spiele-Modifikationen basieren auf einem Originalspiel und setzen dessen Kauf voraus. Manchmal können für die Mod-Erstellung durch den Hersteller bereitgestellte Toolkits und Modding-APIs benutzt werden, die eine einfache, aber gegenüber einer Quelltext-Verfügbarkeit, lediglich limitierte Entwicklung ermöglichen. Oft wird den Entwicklern der Mods nicht erlaubt, die Handlung und Grafiken des Originals zu verändern, aber es dürfen Erweiterungen vorgenommen werden, wobei häufig fundamentale Spielmechanik-Aspekte aufgrund der limitierten API ebenfalls nicht anpassbar sind.
Bekannte Modifikationen (z. B. Counter-Strike oder Day of Defeat) werden manchmal auch von den ursprünglichen Spieleentwicklern selbst adaptiert und in bestehende Produkte integriert. Dieses Vorgehen ist häufig durch spezielle Lizenzklauseln möglich, die die Rechte an den erstellten Mods an die Spieleentwickler überschreiben.

## Rechtliche Probleme
Es kommt immer wieder vor, dass Spielehersteller gegen solche Entwicklungen vorgehen, da sie ihre Eigentumsrechte an den Ideen oder Charakteren verletzt sehen. Nicht autorisierte, aber nicht-kommerziell motivierte Fanwerke, befinden sich in einer rechtlichen Grauzone und werden von den Rechteinhabern teilweise (wohlwollend) ignoriert, teilweise auch mit Unterlassungserklärungen überzogen. Dies passierte beispielsweise 2004 einem Chrono-Trigger-Remake-Projekt als auch einem Super-Mario-64-Remake 2015.